# Hibbertia platyphylla
Hibbertia platyphylla är en tvåhjärtbladig växtart. Hibbertia platyphylla ingår i släktet Hibbertia och familjen Dilleniaceae.

## Underarter
Arten delas in i följande underarter:
- H. p. halmaturina
- H. p. major
- H. p. platyphylla